# Állj mellém!
Az Állj mellém!  (eredeti cím: Stand  by Me) 1986-ban bemutatott amerikai filmdráma, amelyet Stephen King Állj ki mellettem! című kisregénye alapján Rob Reiner rendezett. A főbb szerepekben Wil Wheaton, River Phoenix, Corey Feldman és Jerry O’Connell látható.
Az 1986. augusztus 8-án bemutatott film pozitív visszajelzéseket kapott és a filmkritikusok a legjobb filmek közt tartják számon. Egy Oscar- és két Golden Globe-jelölést szerzett.

## Cselekmény
A történet középpontjában négy tizenéves fiú áll, akik 1959-ben Castle Rockban kirándulásra indulnak, hogy megtalálják egy halott kortársuk holttestét.

## Szereplők
| Színész            | Szerep                  | Magyar hang         | Magyar hang      | Magyar hang    |
| Színész            | Szerep                  | 1. szinkron         | 2. szinkron      | 3. szinkron    |
| ------------------ | ----------------------- | ------------------- | ---------------- | -------------- |
| Wil Wheaton        | Gordon "Gordy" Lachence | Ifj. Morassy László | Halasi Dániel    | Császár András |
| Richard Dreyfuss   | Gordy felnőttként       | Kautzky Armand      | Rubold Ödön      | Forgács Péter  |
| River Phoenix      | Chris Chambers          | Jakus Ádám          | Fusch Dániel     | Ducsai Ábel    |
| Corey Feldman      | Teddy Duchamp           | Simonyi Balázs      | Molnár Levente   | Czető Ádám     |
| Jerry O’Connell    | Vern Tessio             | Sugár Bertalan      | Glósz Viktor     | Bogdán Gergő   |
| Kiefer Sutherland  | Ace (Ász) Merill        | Görög László        | Csőre Gábor      | Gacsal Ádám    |
| Casey Siemaszko    | Billy Tessio            | Fekete Zoltán       | Seszták Szabolcs |                |
| John Cusack        | Dennis "Denny" Lachance | Lippai László       |                  |                |
| Marshall Bell      | Mr. Lachance            | Rosta Sándor        | Wohlmuth István  | Anger Zsolt    |
| Frances Lee McCain | Mrs. Lachance           | Papp Ági            |                  |                |
| Gary Riley         | Charlie Hogan           | Bor Zoltán          | Tóth Barna       | Penke Bence    |